# Lijst van afleveringen van The Adventures of Brisco County Jr.
Dit is een lijst met afleveringen van de Amerikaanse televisieserie The Adventures of Brisco County Jr. De serie telt 1 seizoen. Een overzicht van alle afleveringen is hieronder te vinden.

## Seizoen 1
| Nr. | Titel aflevering           | Uitzenddatum VS   |
| --- | -------------------------- | ----------------- |
| 0   | Pilot                      | 23 augustus 1993  |
| 2   | The Orb Scholar            | 3 september 1993  |
| 3   | No Man's Land              | 10 september 1993 |
| 4   | Brisco in Jalisco          | 17 september 1993 |
| 5   | Socrates' Sister           | 24 september 1993 |
| 6   | Riverboat                  | 1 oktober 1993    |
| 7   | Pirates                    | 8 oktober 1993    |
| 8   | Senior Spirit              | 15 oktober 1993   |
| 9   | Brisco for the Defense     | 22 oktober 1993   |
| 10  | Showdown                   | 29 oktober 1993   |
| 11  | Deep in the Heart of Dixie | 5 november 1993   |
| 12  | Crystal Hawks              | 12 november 1993  |
| 13  | Steel Horses               | 19 november 1993  |
| 14  | Mail Order Brides          | 10 december 1993  |
| 15  | A.K.A. Kansas              | 17 december 1993  |
| 16  | Bounty Hunters' Convention | 7 januari 1994    |
| 17  | Fountain of Youth          | 14 januari 1994   |
| 18  | Hard Rock                  | 4 februari 1994   |
| 19  | Brooklyn Dodgers           | 11 februari 1994  |
| 20  | Bye Bly                    | 18 februari 1994  |
| 21  | Ned Zed                    | 11 maart 1994     |
| 22  | Stagecoach                 | 1 april 1994      |
| 23  | Wild Card                  | 8 april 1994      |
| 24  | And Baby Makes Three       | 22 april 1994     |
| 25  | Bad Luck Betty             | 29 april 1994     |
| 26  | High Treason: Part 1       | 13 mei 1994       |
| 27  | High Treason: Part 2       | 20 mei 1994       |